# Ticineto
Ticineto (piemontesisch Tisnèis) ist eine Gemeinde in der italienischen Provinz Alessandria (AL), Region Piemont.

## Lage und Einwohner
Die Gemeinde Ticineto liegt rund 30 km nördlich von der Provinzhauptstadt Alessandria auf einer Höhe von 102 m über dem Meeresspiegel, westlich des Po. Das Gemeindegebiet umfasst eine Fläche von 8 km² und hat 1314 (Stand 31. Dezember 2023) Einwohner.
Die Nachbargemeinden sind Borgo San Martino, Frassineto Po, Pomaro Monferrato und Valmacca.

## Geschichte
Das genaue Gründungsdatum von Ticineto ist nicht bekannt, aber der Überlieferung nach hieß es in der Antike „Villaro“ und erhob sich weiter nördlich der heutigen Gemeinde, in Richtung Frassineto, um einen römischen Bauernhof herum, dessen Überreste erhalten geblieben sind, die erst vor ein paar Jahrzehnten gefunden wurden. Sein Name, dessen Interpretation aufgrund der begrenzten vorhandenen Dokumentation unklar ist, ist seit 993 mit den Formen „Ticinesse“, „Tisenexius“ und „Ticinetus“ belegt. Erstere leiten sich vermutlich von TICINUS ab, was die „Zugehörigkeit“ zu einem Ort oder einem Volk, hier zu einer Familie, anzeigt. Seine Bedeutung wird daher „Ort des Tessins“ sein. Die im Mittelalter erbaute Siedlung ist geprägt von wiederholten Überschwemmungen aufgrund der Überschwemmung des Po und zahlreichen militärischen Invasionen. Im Mittelalter bestand die Verteidigungsanlage aus einer mächtigen Burg, deren Kontrolle von Zeit zu Zeit in die Hände verschiedener Adelsfamilien überging. Im Jahr 1507 wurde die Burg auf Wunsch der Markgrafen von Monferrato zerstört und anschließend wieder aufgebaut.
Während des zweiten Erbfolgekrieges um Monferrato im Jahr 1629 wurde es von Soldaten unter der Führung von Spinola überfallen. Etwa siebzig Jahre später wurde es von den Truppen von Vittorio Amedeo II. belagert, der gegen Casale Krieg führte. Im 18. Jahrhundert, während des Österreichischen Erbfolgekrieges, zerstörten die Spanier die Burg endgültig. Einige Jahre nach der Französischen Revolution wurde es von den Österreichern und dann von einer russischen Garnison besetzt, bevor es ein integraler Bestandteil des savoyischen Staates wurde.

## Sehenswürdigkeiten
- Die Pfarrkirche der Beata Vergine Assunta, die aus dem frühen 16. Jahrhundert stammt, die mehrmals renoviert wurde und deren Innenraum aus einem einzigen rechteckigen Saal mit Apsis besteht, der mit bedeutendem Stuck geschmückt ist die mehrere spätbarocke Gemälde einrahmen.[3]
- Die Kirche della Madonna della Neve (Heiligen des Schnees) stammt von 1595.
- Die Kirche San Pietro Martire, 1628 wieder aufgebaut.
- Die Kirche Santissima Annunziata aus dem 17. Jahrhundert.